# 八王子市立松木小学校
八王子市立松木小学校（はちおうじしりつ まつぎしょうがっこう）は、東京都八王子市松木にある市立小学校。1994年（平成6年）4月7日に八王子市で65校目の小学校として開校された。

## 施設
校舎は3階の普通教室棟と特別教室棟に分かれている。校内には給食室がある。体育館、水泳場は別館である。遊具はブランコ、滑り台、うんてい、ジャングルジム、登り棒、鉄棒、砂場がある。畑や田んぼ、鶏小屋、百葉箱もある。

## 行事
10月に運動会がある。
5年生で八ヶ岳、6年生で日光へ宿泊する。

## 交通
最寄り駅は、京王堀之内駅で徒歩10分程度。校庭の脇には、京王相模原線の線路が通っている